# Weyerke
Het Weyerke is een natuurgebied in de Belgische gemeente Bilzen. Het 3,91 ha grote gebied is sinds 1987 eigendom van Limburgs Landschap vzw en wordt ook door hen beheerd.

## Fauna
In het natuurgebied het Weyerke komen onder andere volgende dieren voor: wilde eend, vos, veldleeuwerik, sperwer, ree, aalscholver, konijn, kolgans, kleine karekiet, havik, haas, grote karekiet, grauwe gans en buidelmees.